# Dirk Nottelmann
Dirk Nottelmann (* 23. April 1962 in Hamburg) ist ein deutscher Autor.

## Leben
Dirk Nottelmann ist Dipl.-Ing. für Schiffbetriebstechnik. Nach seiner Fahrenszeit in der Handelsmarine war er als Betriebs-Ingenieur bei einem norddeutschen Versorgungsunternehmen tätig. Zu seinen Veröffentlichungen gehören neben mehreren Büchern auch Artikel in mehreren Fachzeitschriften. Nottelmann ist Co-Autor des Buches Halbmond und Kaiseradler. Goeben und Breslau am Bosporus 1914 - 1918., zudem ist Nottelmann Redakteur des Hamburger Rundbriefs und ab 2010 des Marine-Nachrichtenblattes (2020 eingestellt).

## Veröffentlichungen
Bücher
- Die Brandenburg-Klasse. Technik – Geschichte – Einsätze, Mittler & Sohn Verlag, ISBN 3-8132-0740-4
- zusammen mit Lothar Wischmeyer: D. S. Schaarhörn. Arbeitskreis Historischer Schiffbau, 1997, Hamburg.
- zusammen mit Lothar Wischmeyer: Dampfeisbrecher STETTIN. Arbeitskreis Historischer Schiffbau, 1997, Hamburg.
- zusammen mit Bernd Langensiepen und Jochen Krüsmann: Halbmond und Kaiseradler. Goeben und Breslau am Bosporus 1914 - 1918. Mittler Verlag, Hamburg 1999. ISBN 3-8132-0588-6.
- zusammen mit Lothar Wischmeyer: Nottelmann, Dirk/Wischmeyer, Lothar: Das Kanonenboot ILTIS (II) – seine Vorgänger und Nachfolger. Eine technikgeschichtliche Dokumentation 150 Seiten mit 153 Abbildungen, mit 10 verkleinerten Plänen des Kanonenbootes S.M.S. ILTIS (II) plus DVD mit weiteren 140 Seiten und den Originalplänen von S.M.S. JAGUAR. Arbeitskreis historischer Schiffbau e.V. 2018, ISBN 978-3-00-0588419

Artikel (Auswahl)
- Iron Duke. In: Hamburger Rundbrief, Hamburg 2009.
- „Who is Who“?. In: Marine-Nachrichtenblatt. Oldenburg, 2010.

Baupläne (Auswahl)
- SM Torpedoboot No 1
- SM Linienschiff Brandenburg
- SM Torpedoboot S 33
- SM Minensuchboote M 50-53
- SM Kleiner Kreuzer Undine